# Condado de Effingham (Georgia)
El condado de Effingham (en inglés: Effingham County) es un condado en el estado estadounidense de Georgia. En el censo de 2000 el condado tenía una población de 37 535 habitantes. Forma parte del área metropolitana de Savannah. La sede de condado es Springfield. El condado es uno de los ocho condados originales de Georgia, siendo fundado el 5 de febrero de 1777. Fue nombrado en honor a Thomas Howard, 3° Earl de Effingham, un inglés que apoyó los derechos coloniales.

## Geografía
Según la Oficina del Censo, el condado tiene un área total de 1250 km² (483 sq mi), de la cual 1242 km² (479 sq mi) es tierra y 9 km² (3 sq mi) (0,70%) es agua.

### Condados adyacentes
- Condado de Hampton, Carolina del Sur (norte)
- Condado de Jasper, Carolina del Sur (noreste)
- Condado de Chatham (sureste)
- Condado de Bryan (sur)
- Condado de Bulloch (oeste)
- Condado de Screven (noroeste)

## Autopistas importantes
- Interestatal 16
- Interestatal 95
- U.S. Route 80
- Ruta Estatal de Georgia 17
- Ruta Estatal de Georgia 21
- Ruta Estatal de Georgia 26
- Ruta Estatal de Georgia 30
- Ruta Estatal de Georgia 119
- Ruta Estatal de Georgia 275

## Demografía
En el  censo de 2000, hubo 37 535 personas, 13 151 hogares y 10 494 familias residiendo en el condado. La densidad poblacional era de 78 personas por milla cuadrada (30/km²). En el 2000 había 14 169 unidades unifamiliares en una densidad de 30 por milla cuadrada (11/km²). La demografía del condado era de 84,66% blancos, 12,99% afroamericanos, 0,32% amerindios, 0,45% asiáticos, 0,02% isleños del Pacífico, 0,52% de otras razas y 1,04% de dos o más razas. 1,41% de la población era de origen hispano o latino de cualquier raza. 
La renta promedio para un hogar del condado era de $46 505 y el ingreso promedio para una familia era de $50 351. En 2000 los hombres tenían un ingreso medio de $39 238 versus $23 814 para las mujeres. La renta per cápita para el condado era de $18 873 y el 9,30% de la población estaba bajo el umbral de pobreza nacional.

## Ciudades y pueblos
- Guyton
- Rincon
- Springfield